# 什卡爾帕瓦河
54°16′12″N 19°15′11″E / 54.270°N 19.253°E
什卡爾帕瓦河是波蘭的河流，位於該國北部，處於濱海省，河道全長25公里，流域面積780平方公里，該河流最終注入維斯圖拉潟湖。